# Seebeck-Denkmal

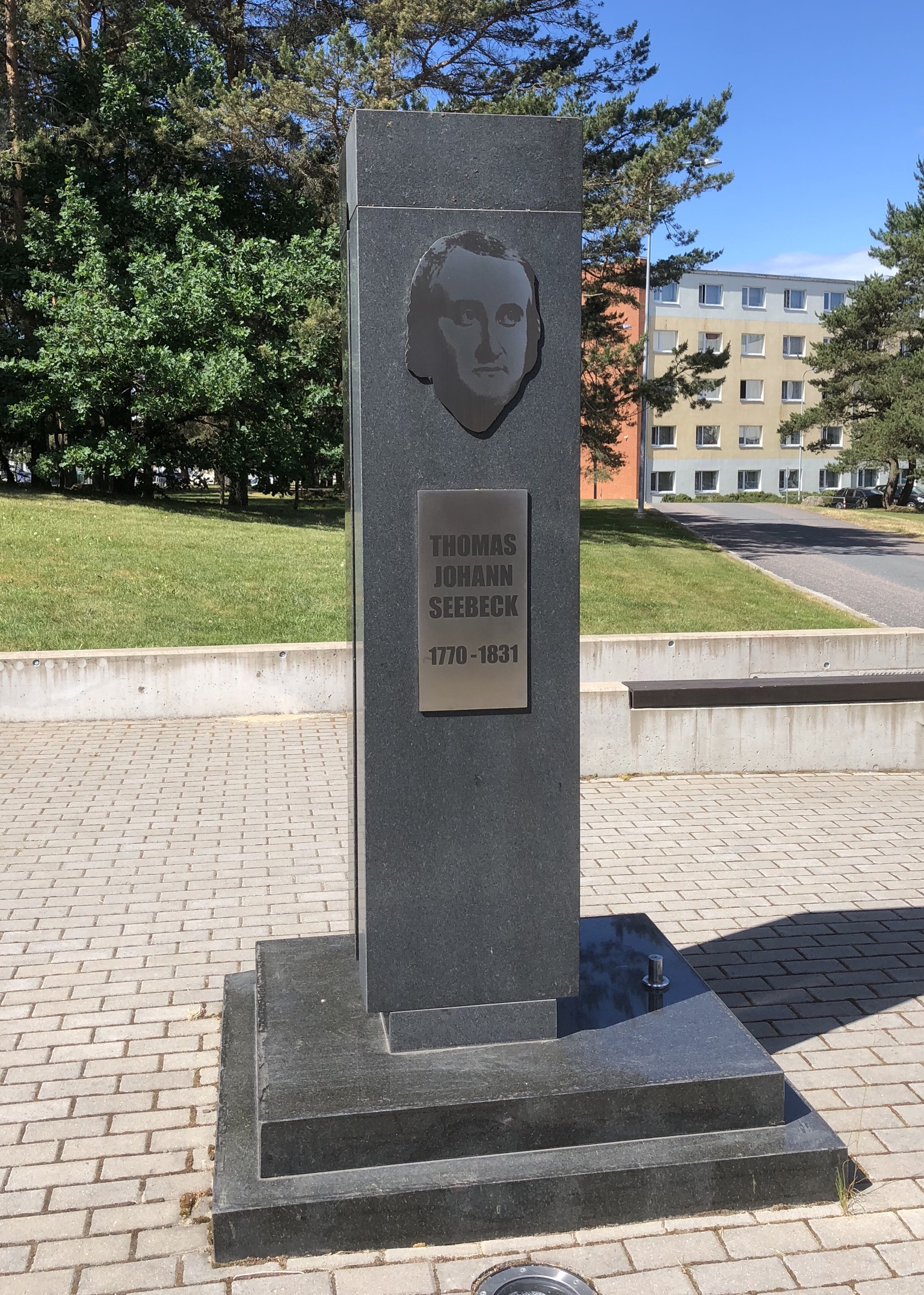
Seebeck-Denkmal

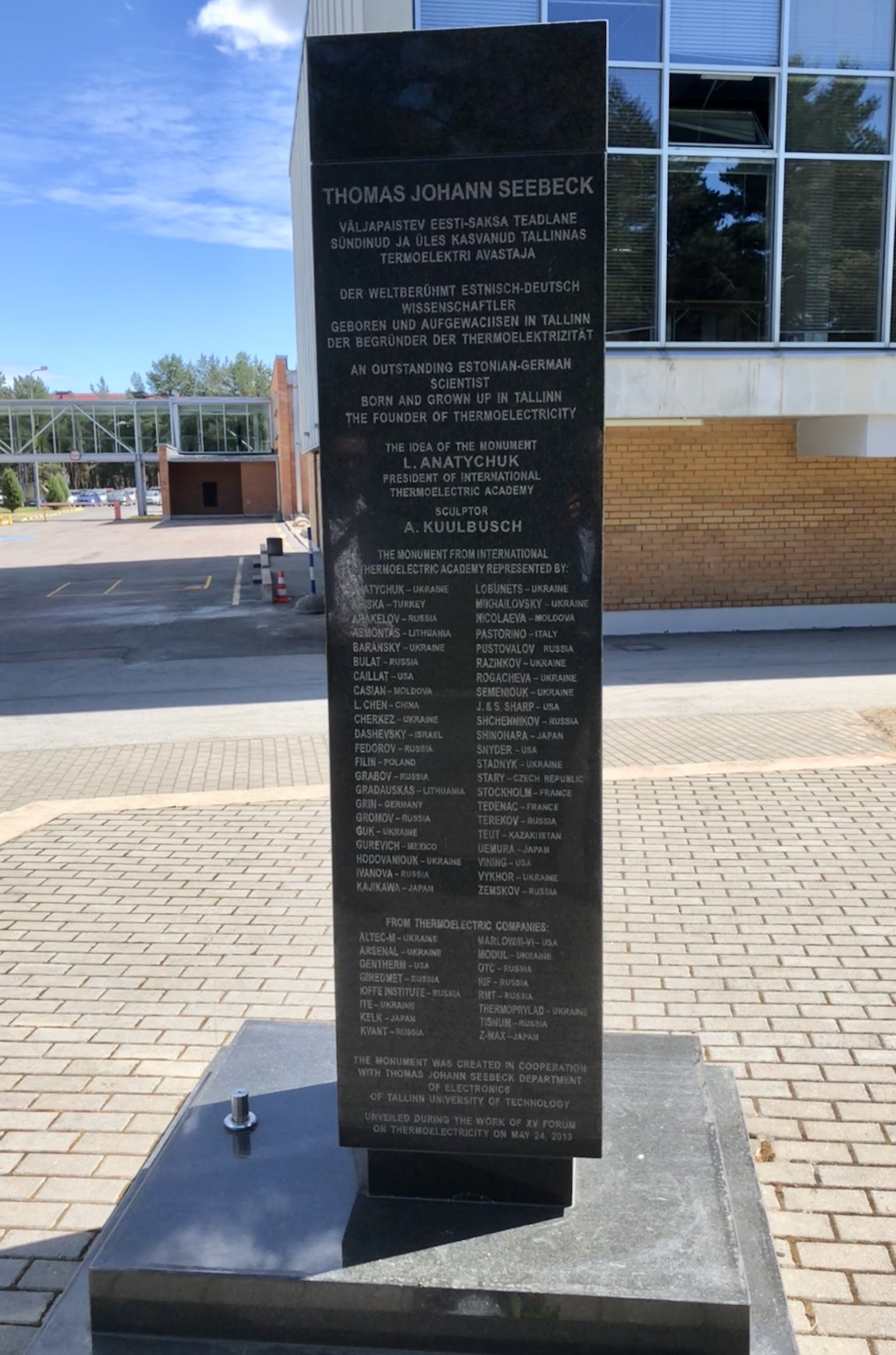
Rückseite

Das Seebeck-Denkmal ist ein Denkmal für den Physiker Thomas Johann Seebeck in der estnischen Hauptstadt Tallinn (deutsch Reval).
Es befindet sich auf dem Gelände der Technischen Universität Tallinn.

## Gestaltung und Geschichte
Das von der estnischen Bildhauerin Aime Kuulbusch geschaffene Denkmal wurde am 24. Mai 2013 anlässlich des XV. Internationalen Forums für Thermoelektrizität enthüllt. Der in Reval geborene Seebeck gilt als einer der Begründer der Erforschung der Thermoelektrizität. Die Errichtung des Denkmals erfolgte auf Initiative der International Thermoelectric Academy.
Das Denkmal besteht aus einer 2,40 Meter hohen stelenartigen Skulptur, die ein kurzgeschlossenes seebecksches Thermoelement symbolisiert. Auf der Vorderseite zeigt es ein Porträt Seebecks und die Inschrift:
THOMAS

JOHANN

SEEBECK

1770–1831

Auf der Rückseite der Stele befindet sich eine umfangreiche Inschrift. Unterhalb des Namens
THOMAS JOHANN SEEBECK
steht ein erläuternder Text zu Seebeck in Estnisch, Deutsch und Englisch:
DER WELTBERÜHMT ESTNISCH-DEUTSCH

WISSENSCHAFTLER

GEBOREN UND AUFGEWACHSEN IN TALLINN

DER BEGRÜNDER DER THERMOELEKTRIZITÄT

Darunter befindet sich in englischer Sprache ein Hinweis auf den Initiator sowie die Schöpferin des Denkmals:
THE IDEA OF THE MONUMENT

L. ANATYCHUK

PRESIDENT OF INTERNATIONAL

THERMOELECTRIC ACADEMY
SCULPTOR

A. KUULBUSCH
(deutsch: Die Idee für das Denkmal / L.Anatychuk / Präsident der Internationalen / Thermoelektrischen Akademie / Bildhauer / A.Kuulbusch)

Unter dieser Inschrift wird eine Liste mit Vertretern der Akademie aufgeführt:
THE MONUMENT FROM INTERNATIONAL

THERMOELECTRIC ACADEMY REPRESENTED BY:
| ANATYCHUK – UKRAINE    | LOBUNETS – UKRAINE     |
| ARSKA – TURKEY         | MIKHAILOVSKY – UKRAINE |
| ARAKELOV – RUSSIA      | NICOLAEVA – MOLDOVA    |
| ASMONTAS – LITHUANIA   | PASTORINO – ITALY      |
| BARANSKY – UKRAINE     | PUSTOVALOV – RUSSIA    |
| BULAT – RUSSIA         | RAZINKOV – UKRAINE     |
| CAILLAT – USA          | ROGACHEVA – UKRAINE    |
| CASIAN – MOLDOVA       | SEMENIOUK – UKRAINE    |
| L. CHEN – CHINA        | J. & S. SHARP – USA    |
| CHERKEZ – UKRAINE      | SHCHEMNIKOV – RUSSIA   |
| DASHEVSKY – ISRAEL     | SHINOHARA – JAPAN      |
| FEDOROV – RUSSIA       | SNYDER – USA           |
| FILIN – POLAND         | STADNYK – UKRAINE      |
| GRABOV – RUSSIA        | STARY – CZECH REPUBLIC |
| GRADAUSKAS – LITHUANIA | STOCKHOLM – FRANCE     |
| GRIN – GERMANY         | TEDENAC – FRANCE       |
| GROMOV – RUSSIA        | TEREKOV – RUSSIA       |
| GUK – UKRAINE          | TEUT – KAZAKHSTAN      |
| GUREVICH – MEXIKO      | UEMURA – JAPAN         |
| HODOVANIOUK – UKRAINE  | VINING – USA           |
| IVANOVA – RUSSIA       | VYKHOR – UKRAINE       |
| KAJIKAWA – JAPAN       | ZEMSKOV – RUSSIA       |

Darunter werden die Namen von Unternehmen aus dem Bereich der Thermoelektrik genannt:
FROM THERMOELECTRIC COMPANIES:
| ALTEC-M – UKRAINE        | MARLOW/II-VI – USA     |
| ARSENAL – UKRAINE        | MODUL – UKRAINE        |
| GENTHERM – USA           | OTC – RUSSIA           |
| GIREDMET – RUSSIA        | RIF – RUSSIA           |
| IOFFE INSTITUTE – RUSSIA | RMT – RUSSIA           |
| ITE – UKRAINE            | THERMOPRYLAD – UKRAINE |
| KELK – JAPAN             | TISNUM – RUSSIA        |
| KVANT – RUSSIA           | Z-MAX – JAPAN          |

Weiter heißt es in englischer Sprache:
THE MONUMENT WAS CREATED IN COOPERATION

WITH THOMAS JOHANN SEEBECK DEPARTMENT

OF ELECTRONICS

OF TALLINN UNIVERSITY OF TECHNOLOGY

UNVEILED DURING THE WORK OF XV FORUM

ON THERMOELECTRICITY ON MAY 24, 2013
(deutsch: Das Denkmal wurde in Zusammenarbeit mit der Thomas-Johann-Seebeck-Sektion für Elektronik der Technischen Universität Tallinn geschaffen. Enthüllt während der Tagung des XV. Forums für Thermoelektrizität am 24. Mai 2013.)
An der Seite des Denkmals war ursprünglich ein Modell des seebeckschen Experiments befestigt.